# Erina Yamane
Erina Yamane (山根恵里奈, Yamane Erina, 20 de dezembro de 1990) é uma futebolista japonesa que atua como goleira. Atualmente defende o JEF United Ichihara Chiba Ladies.